# 伊特耳基多纳
伊特耳基多纳（英語：Intercidona）。古罗马神祇之一。主要负责妇女的妊娠，分娩，以及幼儿的成长。曾于宗教活动中得到广泛反映。由于古罗马婴幼儿死亡率较高，故尽管学者索拉努斯等人曾对此进行抨击与排斥，但该神灵仍然于古罗马得到广泛尊奉，并且长期存在于古罗马石刻和其他艺术作品之中，影响深远。